# Gaborone United SC
El Gaborone United SC és un club botswanès de futbol de la ciutat de Gaborone.

## Palmarès
- Lliga botswanesa de futbol: [1]
  - 1967, 1969, 1970, 1986, 1990, 2009, 2022, 2025

- Copa botswanesa de futbol: [2]
  - 1968, 1970, 1984, 1985, 1990, 2012, 2020, 2022

- Botswana Independence Cup: [2]
  - 1978, 1979, 1980, 1981, 1984, 1985, 1992, 1993

- Orange Kabelano Charity Cup: [2]
  - 2003

- Mascom Top 8 Cup: [2]
  - 2013, 2015